# Saint-Abraham
Saint-Abraham (bret. Sant-Abran) – miejscowość i gmina we Francji, w regionie Bretania, w departamencie Morbihan.
Według danych na rok 1990 gminę zamieszkiwało 447 osób, a gęstość zaludnienia wynosiła 67 osób/km² (wśród 1269 gmin Bretanii Saint-Abraham plasuje się na 857. miejscu pod względem liczby ludności, natomiast pod względem powierzchni na miejscu 960.).